# Главица (Сукошан)
Главица је насељено место у саставу општине Сукошан у Задарској жупанији, Република Хрватска.

## Историја
До територијалне реорганизације у Хрватској насеље се налазило у саставу старе општине Задар. Као самостално насеље постоји од пописа 2011. године.

## Становништво
На попису становништва 2011. године, Главица је имала 185 становника.